# Dentiste équin
Le dentiste équin est un professionnel chargé d'entretenir et de soigner la dentition des équidés. Il peut s'agir soit d'un vétérinaire ou d'un technicien dentiste équin.
Le dentiste équin intervient sur tous les équidés à partir de deux ans, quelle que soit la race, la taille et l’utilisation.

## Tâches
Il a pour tâches essentielles :
- de niveler les surdents sur les mâchoires supérieures et inférieures afin d’assurer un confort dans la bouche des équidés et rétablir un mouvement masticatoire correct ;
- de détecter une éventuelle maloclussion et de la corriger quand cela est techniquement possible ;
- de détecter les dents proéminentes empêchant un mauvais contact entre les tables dentaires, et les réduire ;
- de détecter les dents absentes, surnuméraires ou gênantes (notamment les « dents de loup »).

## Outils
Le dentiste équin utilise différents outils :
- le pas d'âne, qui permet de maintenir la bouche de l'équidé ouverte pendant l'intervention ;
- des fraises diamantées rotatives pour niveler les surdents, qui sont branchées sur un moteur électrique avec ou sans fil ;
- des râpes à main pour arrondir les surdents nivelées et corriger les imperfections.
- des forceps, daviers

En France, le technicien dentaire équin n'a pas le droit de sédater un animal. Il peut seulement réaliser des actes courants alors que le vétérinaire peut réaliser tous les actes relatifs à la bouche du cheval.

## Formation

### France
En France, le diplôme de vétérinaire n'est pas obligatoire pour pratiquer la dentisterie équine, selon article L243 du code rural.
Le métier de technicien dentiste équin (TDE) est une profession réglementée depuis 2011. À la suite d'une formation professionnelle continue de 18 mois après le baccalauréat, le futur technicien fait valider ses compétences par la Fédération française des techniciens dentaires équins (FFTDE), qui lui délivre son titre avec le Syndicat national des vétérinaires d'exercice libéral,.

### Canada
Au Canada, seuls les vétérinaires inscrits au tableau de l'ordre sont habilités selon la loi sur les médecins vétérinaires et le code de déontologie des médecins vétérinaires à pratiquer la dentisterie. Un dentiste équin non-vétérinaire fait, en ce sens, pratique illégale de la médecine vétérinaire,.